# Stanisław Sołowij
Stanisław Sołowij (ur. 30 stycznia 1929 we Lwowie, zm. 14 czerwca 2009 we Wrocławiu) – polski inżynier architekt. 
Absolwent Politechniki Wrocławskiej z 1955 roku. Doktor nauk technicznych (1964). Od 1987 profesor na Wydziale Architektury Politechniki Wrocławskiej i dziekan tego wydziału (1974-1981). Odznaczony Złotym Krzyżem Zasługi (1972), Krzyżem Kawalerskim Orderu Odrodzenia Polski (1978), Medalem Komisji Edukacji Narodowej (1979). Pochowany na cmentarzu Św. Wawrzyńca we Wrocławiu.